# Botanische tuin van Olomouc
De Botanická zahrada Olomouc (voluit: Botanická zahrada Výstaviště Flora Olomouc, a. s.) is een botanische tuin en rosarium in de Moravische stad Olomouc. De Botanická zahrada Olomouc moet niet verward worden met de Botanická zahrada Univerzity Palackého, een andere botanische tuin van de Palacký-Universiteit in Olomouc. Het terrein van de botanische tuin ligt gedeeltelijk in het Korunní pevnůstka. In totaal bevinden zich er zo'n 1100 soorten planten. Het rosarium heeft een oppervlakte van 3,5 ha en telt ongeveer 500 soorten rozen, waarmee het de op één na grootste verzameling soorten rozen in Tsjechië is.

## Geschiedenis
De botanische tuin kan terug worden geleid tot een jubileumpark dat op de plek van het rosarium in 1935 is aangelegd. Dit park is in 1945 verwoest. In 1965 werd het park ter gelegenheid van de VI. Celostátní výstavy okrasného zahradnictví (6e nationale tentoonstelling voor siertuinieren) hersteld. Tussen 1970 en 1972 is op basis van een deel van een grootschalig plan het rosarium aangelegd. In de daarop volgende jaren werden ook delen van de botanische tuin aangelegd, die daarna om politieke redenen naar andere communistische staten vernoemd werden en met bij passend mobulair voorzien. Sinds 2006 wordt de Botanická zahrada in etapes gerenoveerd met onder andere een tuin voor blinden en slechtzienden. 